# عين الله فتح اللايف
عين الله أمين أوغلو فتح اللايف (بالإذرية: Eynulla Emin oğlu Fətullayev) مواليد باكو، أذربيجان، 25 سبتمبر 1976، صحفي أذربيجاني، رئيس تحرير الجريدة الأسبوعية بالروسية «ريالني أزيربايجان» (الروسية: Реальный Азарбайджан، «أذربيجان الحقيقية») وصحيفة يومية باللغة الأذرية «غوندليك أزيربايجان» (بالإذرية: Gündəlik Azərbaycan، «أذربيجان اليومية»). سُجن لمدة أربع سنوات في أذربيجان بسبب نقده لسياسات الحكومة وتعليقاته المزعومة عن مجزرة خوجالي. ندد بسجنه عدد من المنظمات مثل مراسلون بلا حدود ولجنة حماية الصحفيين، وسمّته منظمة العفو الدولية سجين الضمير ومن الحالات ذات الأولوية في سنة 2011 م. تعرض مراراً لتهديدات واعتداءات وخطف أفراد عائلته، حتى خطفوا أباه وهددوا بقتل أسرته كلها فأجبروه على إغلاق الصحيفتين.
حصل على جائزة اليونسكو/غييرمو كانو العالمية لحرية الصحافة لسنة 2012 أثناء فعاليات اليوم العالمي لحرية الصحافة في تونس.